# Shoko Mikami
Shoko Mikami (三上 尚子 Mikami Shoko?,  nacido el 8 de enero de 1981 en Chiba) es una exfutbolista japonesa.
En 1999, Mikami jugó 3 veces y marcó 2 goles para la selección femenina de fútbol de Japón. Mikami fue elegida para integrar la selección nacional de Japón para los Copa Asiática femenina de la AFC de 1999.

## Trayectoria

### Clubes
| Club                          | País  | Año         |
| ----------------------------- | ----- | ----------- |
| Nikko Securities Dream Ladies | Japón | 1996 - 1998 |
| Tasaki Perule FC              | Japón | 1999 - 2001 |
| JEF United Ichihara           | Japón | 2002 - 2003 |
| JEF United Chiba              | Japón | 2007 - 2009 |

### Selección nacional
| Selección | País  | Año  |
| --------- | ----- | ---- |
| Absoluta  | Japón | 1999 |

## Estadística de equipo nacional
| Selección femenina de fútbol de Japón | Selección femenina de fútbol de Japón | Selección femenina de fútbol de Japón |
| Año                                   | Partidos                              | Goles                                 |
| ------------------------------------- | ------------------------------------- | ------------------------------------- |
| 1999                                  | 3                                     | 2                                     |
| Total                                 | 3                                     | 2                                     |